# Base navale de Saipan
Naval Advance Base Saipan
La Base navale de Saipan (en anglais : Naval Base Saipan ou Naval Advance Base Saipan ou Naval Air Base Saipan) était une base navale de l'US Navy construite pendant la Seconde Guerre mondiale pour soutenir le théâtre de guerre de l'océan Pacifique et les nombreux navires de guerre et troupes combattantes. La base était sur l'île de Saipan dans l' U.S. Commonwealth des îles Mariannes du Nord. 

## Historique
La base faisait partie de la campagne d'île en île du Pacifique. La construction de la base a commencé après la fin de la bataille de Saipan le 9 juillet 1944, après la Campagne des îles Mariannes et Palaos.
L'US Naval Advance Bases (en) de Saipan a été construite par les bataillons mobiles de génie militaire Seabee. La base relevait du Commander Naval Forces Marianas (en). Saipan mesure 19 km de long et 8 km de large. Environ 70% de l'île était la culture de la canne à sucre au début de la construction de la base. Au début de la bataille de Saipan, la population de l'île comptait environ 30.000 soldats japonais et environ 20.000 civils japonais. La ville de Garapan était le centre administratif du district gouvernemental de Saipan.
La marine a utilisé 110 navires pour amener des troupes et du matériel à Saipan depuis Hawaï. La flotte de Saipan comprenait 37 navires de transport de troupes (APA et AP), 11 cargos (AKA et AK), 5 Landing Ship Dock (LSD), 47 Landing Ship Tank (LST) et 10 navires auxiliaires. 
Après la guerre, Saipan devint une base de l'US Navy. En 1962, Saipan est devenu le siège des territoires sous tutelle des Nations unies des îles du Pacifique administrés par les États-Unis jusqu'en 1986 (Territoires sous tutelle des Nations unies).